# Force aérienne nationale libyenne
La Force aérienne nationale libyenne (en arabe : سلاح الجو الوطني الليبي) est la composante aérienne de l'auto-proclamée Armée nationale libyenne non reconnue internationalement et associée à la Chambre des représentants, elle est commandée par le major général Saqr Geroushi.
Elle succède à la force aérienne libyenne libre qui avait rallié des déserteurs de l'armée de l'air de la Jamahiriya arabe libyenne afin de combattre les forces du colonel Khadafi lors de la première guerre civile libyenne.

## Historique
Le 11 avril 2012, un hélicoptère Mi-8 libyen s'écrase au décollage à l'aéroport de Mourzouq après avoir été surchargé.
Le 12 avril 2012, un avion Dassault Mirage F1 s'écrase près de Kasr El Hamrouniya Ben Gashir. Le pilote a apparemment été tué dans le crash.
Le 20 juin 2012, le chef d'État major de l'armée de l'air, Saqr Geroushi, annonce des plans afin de reconstruire l'armée de l'air libyenne et prévoit notamment l'achat de Dassault Mirage F1 à la France, d'Eurofighter Typhoon au Royaume-Uni ainsi que de Lockheed C-130 Hercules et d'hélicoptères CH-47 Chinook aux États-Unis, mais avec la guerre civile en cours en 2014, ce projet est suspendu. Deux Su-24MK et 2 MiG-25PDS ont été restaurés.
La Russie aurait fourni des MiG-29 et des Su-24 aux forces du général Khalifa Haftar,.

### Deuxième guerre civile libyenne
Deux MiG-23 ont été perdus face aux milices islamiques en février 2016.
Au 13 février 2016, l'armée nationale libyenne ne compte plus que : 17 MiG-21 (6 MiG-21bis, 7 MiG-21MF fournis par l’Égypte, et 4 MiG-21UM), 1 Su-22M3 rénové, 1 MiG-23ML en cours de rénovation, 1 Mirage F1AD 1 mirage F1ED, 1 avion de transport C-130 Hercules et 21 hélicoptères (15 Mi-8T ex-égyptiens, 1 Mi-171 et 5 Mi-35).
Le 2 juin 2016, un des deux F1ED en service à cette date est victime d'une défaillance de la pompe à carburant et s'écrase à 30 km de Syrte. En 2016 un MiG-25PDS est abattu par un missile 9K32 Strela-2.

## Inventaire
Liste des équipements de la force aérienne nationale libyenne en 2023, :
| Aéronefs                  | Origine          | Type                                               | En service       | Versions                    |
| Avions de chasse          | Avions de chasse | Avions de chasse                                   | Avions de chasse | Avions de chasse            |
| ------------------------- | ---------------- | -------------------------------------------------- | ---------------- | --------------------------- |
| Dassault Mirage F1        | France           | Avion d'attaque au sol et de reconnaissance        | 4                | F1AD F1BD F1ED              |
| Mikoyan-Gourevitch MiG-21 | Union soviétique | Avion de chasse                                    | 12               | MiG‑21Bis MiG‑21MF MiG‑21UM |
| Mikoyan-Gourevitch MiG-23 | Union soviétique | Chasseur-bombardier                                | 4                | MiG‑23BN MiG‑23UB MiG-23ML  |
| Mikoyan-Gourevitch MiG-25 | Union soviétique | Avion de chasse                                    | 1                | MIG-25PDS                   |
| Mikoyan-Gourevitch MiG-29 | Russie           | Avion multirôle                                    | 3                |                             |
| Soukhoï Su-22             | Union soviétique | Avion d'attaque au sol                             | 2                | Su-22M3 Su-22UM3K           |
| Soukhoï Su-24             | Union soviétique | Bombardier                                         | 2                | Su-24MK                     |
| Avions de transport       |                  |                                                    |                  |                             |
| Antonov An-26             | Union soviétique | Avion de transport                                 | 1                |                             |
| Antonov An-32             | Union soviétique | Avion de transport                                 | 2                | An-32P                      |
| Antonov An-72             | Union soviétique | Avion de transport                                 | 1                | An-72P                      |
| Iliouchine Il-76          | Russie           | Avion de transport lourd                           | 1                | Il-76TD                     |
| Lockheed C-130 Hercules   | États-Unis       | Avion de transport tactique                        | 1                | C-130H                      |
| Avions d'entraînement     |                  |                                                    |                  |                             |
| Aero L-39 Albatros        | Tchécoslovaquie  | Avion d'entraînement et d'attaque au sol           | 10               | L-39ZO L-39C                |
| SIAI Marchetti SF.260     | Italie           | Avion d'entraînement                               | 37               |                             |
| Soko G-2 Galeb            | Yougoslavie      | Avion d'entraînement et d'attaque au sol           | 14               |                             |
| Hélicoptères              |                  |                                                    |                  |                             |
| Mil Mi-2                  | Union soviétique | Hélicoptère de transport léger                     | 4                | Mi-2                        |
| Mil Mi-8                  | Union soviétique | Hélicoptère de transport                           | 19               | Mi-8T                       |
| Mil Mi-14                 | Union soviétique | Lutte anti-sous-marine                             | 3                |                             |
| Mil Mi-17                 | Russie           | Hélicoptère de transport                           | 1                | Mi-171                      |
| Mil Mi-24                 | Russie           | Hélicoptère de combat                              | 8                | Mi-24P Mi-24V Mi-35 Mi-35P  |
| Boeing CH-47 Chinook      | États-Unis       | Hélicoptère de transport lourd                     | 2                | CH-47C                      |
| AgustaWestland AW139      | Italie           | SAR                                                | 1                |                             |
| Drones                    |                  |                                                    |                  |                             |
| Camcopter S-100           | Autriche         | Drone de reconnaissance et de soutien d'artillerie | 2                | Schiebel S-100              |